# Lista codicelor
Aceasta este o listă de codice notabile.

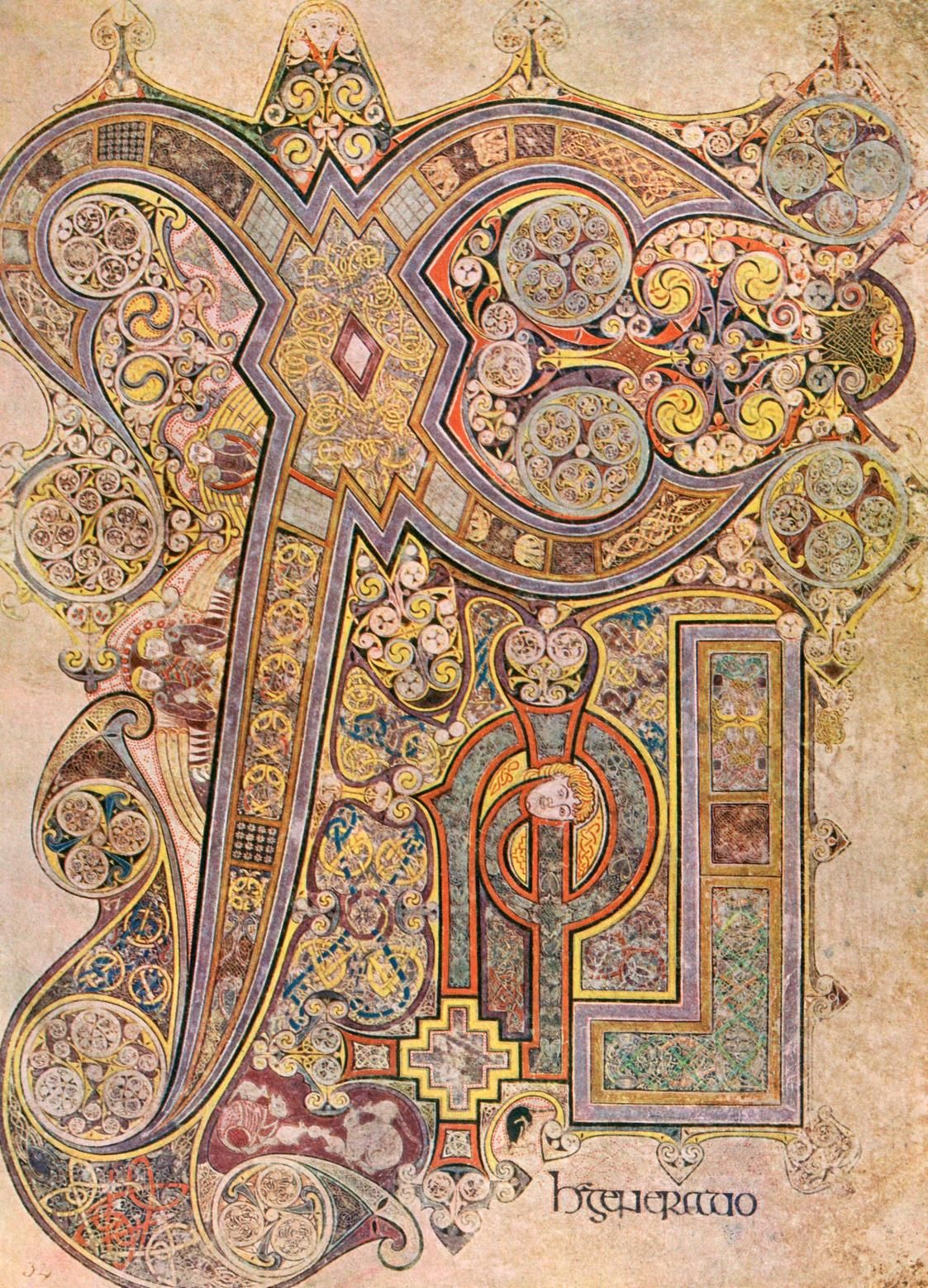
Monograma Chi Rho din Cartea din Kells.

În sensul acestei compilații, ca și în filologie, un „codex” este o carte manuscrisă publicată din perioada Antichității târzii până în Evul Mediu. Lucrările mai moderne care includ „codex” ca parte a denumirii lor nu sunt enumerate aici. Următoarele codices sunt de obicei numite după cele mai faimoase locuri de veci în care se află, cum ar fi un oraș sau o bibliotecă.

## Listă

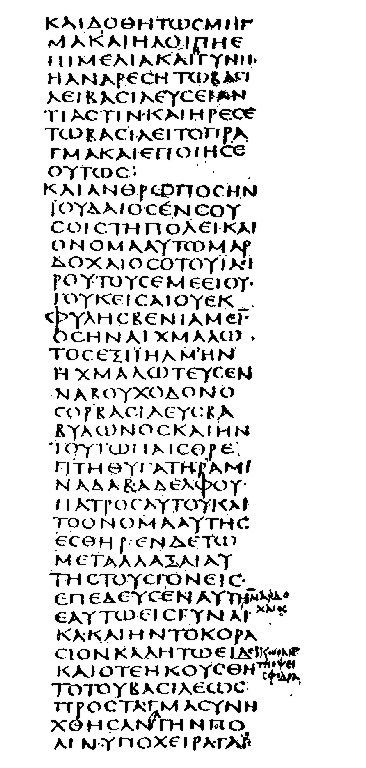
O porțiune din Codex Sinaiticus, ce conține Cartea Estera 2:3-8.

- Codex Abrogans
- Codex Aleppo
- Codex Alexandrinus
- Codex Al-Ousta
- Codex Ambrosianus
- Codex Amiatinus
- Codex Argenteus
- Codex Arundel
- Codex Astensis
- Codex Atlanticus
- Codex Augiensis
- Codex Aureus de Echternach
- Codex Aureus de Lorsch
- Codex Aureus de Sf. Emmeram
- Codex Berlin
- Codex Bezae
- Codex Boernerianus
- Codex Borbonicus
- Codex Boturini[1]
- Codex Cairensis
- Codex Calixtinus
- Codex Claromontanus
- Codex Cortesianus
- Codex Cumanicus
- Codex Dresden[2]
- Codex Ebnerianus[3]
- Codex Ephraemi Rescriptus
- Codex Eyckensis
- Codex Gigas
- Codex Grandior
- Codex Hierosolymitanus
- Codex Hitda
- Codex Hypatianus
- Codex Heidelbergensis
- Codex Kells
- Codex Koridethi
- Codex Leicester
- Codex Leningrad
- Codex Madrid
- Codex Mendoza
- Codex Novgorodensis
- Codex Nowell
- Codex Parisinus
- Codex Pisanus
- Codex Rabbulensis
- Codex Regius
- Codex Rehdigerianus
- Codex Rohonc
- Codex Runicus
- Codex S1
- Codex Sangallensis 878
- Codex Sinaiticus
- Codex Suprasliensis
- Codex Tchacos
- Codex Troano
- Codex Usserianus Primus
- Codex Vaticanus
- Codex Vigilanus
- Codex Vindobonensis 795
- Codex Vindobonensis B 11093
- Codex Wallerstein
- Codex Zamoscianus
- Codex Zouche-Nutall